# كرايغ دينغكام
كرايغ دينغكام (بالإنجليزية: Craig Dingman)‏ هو لاعب كرة قاعدة أمريكي، ولد في 12 مارس 1974 في ويتشيتا في الولايات المتحدة.

## وصلات خارجية
- كرايغ دينغكام على موقع دوري كرة القاعدة الرئيسي (الإنجليزية)
- كرايغ دينغكام على موقعبيزبول رفرنس.كوم (الدوري الرئيسي) (الإنجليزية)